# 2009 au théâtre
| Années du théâtre : 2006 - 2007 - 2008 - 2009 - 2010 - 2011 - 2012    |
| Décennies du théâtre : 1970 - 1980 - 1990 - 2000 - 2010 - 2020 - 2030 |

Cet article présente les faits marquants de l'année 2009 au théâtre.

## Pièces de théâtre représentées en France

### Saison 2008-2009
- 7 janvier : Music-hall de Jean-Luc Lagarce, mise en scène Lambert Wilson, Théâtre des Bouffes du Nord
- 8 janvier : Gertrude (Le Cri) d’Howard Barker, mise en scène Giorgio Barberio Corsetti, Odéon-Théâtre de l’Europe
- 9 janvier : Madame Butterlight texte, mise en scène et joué par Véronique Genest, sous l’œil complice d’Alexis Desseaux, Théâtre de la Gaîté-Montparnasse
- 9 janvier : Réveillon d’Été d’Isabelle de Tolédo, mise en scène Annick Blancheteau et Jean Mourière, avec Anne Richard, Théâtre Michel
- 9 janvier : Minetti de Thomas Bernhard, mise en scène André Engel, Théâtre de la Colline
- 13 janvier : Œdipe de Sophocle, mise en scène Philippe Adrien, Théâtre de la Tempête
- 14 janvier : La Célestine de Fernando de Rojas, mise en scène Frédérique Lazarini et Henri Lazarini, Vingtième Théâtre
- 15 janvier : La Puce à l’oreille de Georges Feydeau, mise en scène Paul Golub, Théâtre de l’Athénée-Louis-Jouvet
- 15 janvier : Mères veilleuses de Sylvie Chastain, mise en scène Hervé Bernard Omnes, Théâtre de l’Épée de Bois
- 16 janvier : Cochons d’Inde de Sébastien Thiéry, mise en scène Anne Bourgeois, Théâtre Hébertot
- 16 janvier : Sweet Home d’Arnaud Cathrine, mise en scène Jean-Pierre Garnier, Théâtre de la Tempête
- 20 janvier : Baby Doll de Tennessee Williams, mise en scène Benoît Lavigne, Théâtre de l’Atelier
- 20 janvier : Je t’ai épousée par allégresse de Natalia Ginzburg, mise en scène Marie-Louise Bischofberger, Théâtre de la Madeleine
- 20 janvier : Un garçon impossible de Petter S. Rosenlund, mise en scène Jean-Michel Ribes, Théâtre du Rond-Point
- 21 janvier : Bonté divine de Frédéric Lenoir et Louis-Michel Colla, mise en scène Christophe Lidon, Théâtre de la Gaîté-Montparnasse
- 23 janvier : Tous les Algériens sont des mécaniciens de Fellag, mise en scène Marianne Épin, Théâtre du Rond-Point
- 28 janvier : La Maison de Bernarda Alba de Federico García Lorca, mise en scène Antonio Díaz-Florián, Théâtre de l’Épée de Bois
- 28 janvier : Très Chère Mathilde d’Israël Horovitz, mise en scène Ladislas Chollat, Théâtre Marigny
- 29 janvier : Les Chaises d’Eugène Ionesco, mise en scène Jean Dautremay, Studio-Théâtre de la Comédie-Française
- 30 janvier : L’Anniversaire d’Harold Pinter, mise en scène Michel Fagadau, Comédie des Champs-Élysées
- 30 janvier : César, Fanny, Marius d’après Marcel Pagnol, adaptation et mise en scène Francis Huster, Théâtre Antoine
- 1er février : À la recherche du temps perdu de Marcel Proust, Lecture à la Comédie des Champs-Élysées
- 3 février : Les Corbeaux d’Henry Becque, mise en scène Anne Bisang, Théâtre national de Bretagne
- 3 février : Le facteur sonne toujours deux fois de James M. Cain, mise en scène Daniel Colas, Théâtre des Mathurins
- 6 février : Tout le monde aime Juliette de et mise en scène Josiane Balasko, Théâtre du Splendid Saint-Martin
- 7 février : Chat en poche de Georges Feydeau, mise en scène Pierre Laville, Théâtre Saint-Georges
- 12 février : Moïse, Dalida et moi d’Isabelle de Botton, mise en scène Michèle Bernier, Studio des Champs-Élysées
- 19 février : Lorca Barré d’après Federico García Lorca, mise en scène Pascal Seguin, Théâtre de l’Épée de Bois
- 25 février : L’Allée du roi de Françoise Chandernagor, mise en scène Jean-Claude Idée, Théâtre Daunou
- 28 février : Les Fiancés de Loches de Georges Feydeau, mise en scène Jean-Louis Martinelli, Théâtre Nanterre-Amandiers
- 4 mars : L’Habilleur de Ronald Harwood, mise en scène Laurent Terzieff, Théâtre Rive Gauche
- 4 mars : Le Pas de l’homme de Farid Paya, mise en scène de l’auteur, Théâtre du Lierre
- 4 mars : Panique au ministère de Jean Franco et Guillaume Mélanie, mise en scène Raymond Acquaviva, Théâtre de la Porte-Saint-Martin
- 4 mars : Vers toi terre promise de Jean-Claude Grumberg, mise en scène Charles Tordjman, Théâtre du Rond-Point
- 7 mars : Le Soulier de satin de Paul Claudel, mise en scène Olivier Py, Odéon-Théâtre de l’Europe
- 10 mars : Casimir et Caroline d’Ödön von Horváth, mise en scène d’Emmanuel Demarcy-Mota, Théâtre de la Ville
- 11 mars : Talking Heads d’Alan Bennett, mise en scène Laurent Pelly, TNT-Théâtre national de Toulouse Midi-Pyrénées
- 16 mars : La Rumeur d’après Hugo Claus, mise en scène Guy Cassiers, Théâtre national de Bretagne
- 20 mars : Jules et Marcel d’après la correspondance entre Raimu et Marcel Pagnol, mise en scène Jean-Pierre Bernard, Théâtre Hébertot
- 4 avril : L’Écornifleur de Jules Renard, mise en scène Marion Bierry, Théâtre La Bruyère
- 11 avril : L’Atroce Volupté de Max Maurey et Georges Neveux, par la troupe acte6, mise en scène Frédéric Jessua, Théâtre du Beauvaisis
- 11 avril : Le Baiser de Sang de Jean Aragny et Francis Neilson, par la troupe acte6, mise en scène Isabelle Siou, Théâtre du Beauvaisis
- 11 avril : Le Faiseur de Monstres de Charles Hellem et Pol d’Estoc, par la troupe acte6, mise en scène Xavier Couleau, Théâtre du Beauvaisis
- 21 avril : La Dame de chez Maxim de Georges Feydeau, mise en scène Jean-François Sivadier, Théâtre national de Bretagne
- 28 avril : L’Amante anglaise de Marguerite Duras, mise en scène Marie-Louise Bischofberger, Théâtre de la Madeleine
- 28 avril : Talking Heads d’Alan Bennett, mise en scène Laurent Pelly, Théâtre du Rond-Point
- 2 mai : L’Éloignement de Loleh Bellon, mise en scène Bernard Murat, Théâtre Édouard VII
- 13 mai : Stuff Happens de David Hare, mise en scène William Nadylam et Bruno Freyssinet, Théâtre Nanterre-Amandiers
- 27 mai : Les Détraquées d’Olaf et Palau, mise en scène Frédéric Jessua, Théâtre Berthelot-Montreuil
- 23 mai : Ubu roi d’Alfred Jarry, mise en scène Jean-Pierre Vincent, Comédie-Française
- 2 juin : La Estupidez (La Connerie) de Rafael Spregelburd, mise en scène Marcial Di Fonzo Bo et Élise Vigier, Théâtre national de Chaillot
- 15 juin : Huster Masterclass de Francis Huster, Théâtre de la Gaîté Montparnasse
- 16 juin : L’Odyssée de ta race de Rachida Khalil, mise en scène Géraldine Bourgue et Rachida Khalil, Théâtre des Mathurins
- 17 juin : Mission Florimont de Sébastien Azzopardi et Sacha Danino, mise en scène Sébastien Azzopardi, Théâtre Tristan Bernard
- 18 juin : La Dernière Lettre de Vassili Grossman, mise en scène Nathalie Colladon, Théâtre de l’Épée de Bois
- 25 juin : La Salle de bain d’Astrid Veillon, mise en scène Olivier Macé et Jean-Pierre Dravel, Théâtre Rive Gauche
- 3 juillet : Ça bute à Montmartre, Festival de 6 pièces de Grand-Guignol, mise en scène Isabelle Siou, Jonathan Hume, Frédéric Jessua, Jean-François Mariotti, Jean-Patrick Vieu, Ciné 13 Théâtre
- 12 juillet : Angelo, tyran de Padoue de Victor Hugo, mise en scène Christophe Honoré, Festival d’Avignon
- 21 juillet : Panne de télé de Laurence Jyl, mise en scène Jean-Pierre Dravel et Olivier Macé, Théâtre Daunou

### Saison 2009-2010
- 18 août : Les Couteaux dans le dos de Pierre Notte, mise en scène de l’auteur, Théâtre Les Déchargeurs
- 18 août : Vous plaisantez, monsieur Tanner de Jean-Paul Dubois, mise en scène David Teysseyre, Théâtre Les Déchargeurs
- 2 septembre : Parole et guérison de Christopher Hampton, mise en scène Didier Long, Théâtre Montparnasse
- 4 septembre : Goodbye Charlie de George Axelrod, mise en scène Didier Caron, Théâtre de la Michodière
- 4 septembre : Les hommes préfèrent mentir d’Éric Assous, mise en scène Jean-Luc Moreau, Théâtre Saint-Georges
- 4 septembre : Les Insatiables d’Hanokh Levin, mise en scène Guila Braoudé, Studio des Champs-Élysées
- 4 septembre : Panique au ministère de Jean Franco et Guillaume Mélanie, mise en scène Raymond Acquaviva, Théâtre de la Renaissance
- 5 septembre : La Nuit des rois de William Shakespeare, mise en scène Nicolas Briançon, Théâtre Comédia
- 8 septembre : Les Femmes savantes de Molière, mise en scène Arnaud Denis, Théâtre 14 Jean-Marie Serreau
- 8 septembre : Maman j’ai peur dans le noir de Philippe Faure, mise en scène de l’auteur, Théâtre de la Croix-Rousse
- 8 septembre : Sentiments provisoires de Gérald Aubert, mise en scène Bernard Murat, Théâtre Édouard VII
- 8 septembre : Vie privée de Philip Barry, mise en scène Pierre Laville, Théâtre Antoine
- 9 septembre : Abraham écrit, mis en scène, et interprété par Michel Jonasz, Petit Montparnasse
- 9 septembre : Grasse Matinée de René de Obaldia, mise en scène Thomas Le Douarec, Théâtre des Mathurins
- 9 septembre : La Voix humaine de Jean Cocteau, mise en scène Dimitri Rataud, Ciné 13 Théâtre
- 10 septembre : Calderon de Pier Paolo Pasolini, mise en scène Clara Chabalier, Théâtre de l’Épée de Bois
- 10 septembre : L’Écume des jours de Boris Vian, mise en scène Béatrice de La Boulaye, Théâtre de l’Épée de Bois
- 11 septembre : Traversée de Paris d’après Marcel Aymé, adaptation et mise en scène Francis Huster, Théâtre des Bouffes Parisiens
- 11 septembre : Partage de midi de Paul Claudel, mise en scène Yves Beaunesne, Théâtre Marigny
- 12 septembre : La Cage aux folles de Jean Poiret, mise en scène Didier Caron, Théâtre de la Porte-Saint-Martin
- 12 septembre : Words are watching you d’après 1984 de George Orwell, conception et réalisation Julie Timmerman, Théâtre de l’Épée de Bois
- 14 septembre : L’Oral et Hardi de Jean-Pierre Verheggen, mise en scène Jacques Bonnaffé, Théâtre de la Bastille
- 15 septembre : Crime et Châtiment de Fiodor Dostoïevski, mise en scène Nikson Pitaqaj, Théâtre de l’Épée de Bois
- 15 septembre : La Chapelle-en-Brie d’Alain Gautré, mise en scène de l’auteur, Théâtre du Rond-Point
- 15 septembre : Qui est M. Schmitt ? de Sébastien Thiéry, mise en scène José Paul et Stéphane Cottin, Théâtre de la Madeleine
- 15 septembre : Vers toi terre promise de Jean-Claude Grumberg, mise en scène Charles Tordjman, Théâtre Marigny
- 16 septembre : Notre terreur, création collective, mise en scène Sylvain Creuzevault, Théâtre national de la Colline
- 16 septembre : Ordet (La Parole) de Kaj Munk, mise en scène Arthur Nauzyciel, Théâtre du Rond-Point
- 16 septembre : Simplement compliqué de Thomas Bernhard, mise en scène et interprétation Georges Wilson, Théâtre des Bouffes du Nord
- 17 septembre : La Douleur de Marguerite Duras, mise en scène Patrice Chéreau, Théâtre de l’Atelier
- 17 septembre : La Nuit de l’audience de Jean des Cars et Jean-Claude Idée, mise en scène Patrice Kerbrat, Petit Montparnasse
- 17 septembre : Le Cauchemar de Jean-Michel Rabeux, mise en scène de l’auteur, Théâtre de la Bastille
- 17 septembre : Le Projet Conrad création collective d’après Joseph Conrad, mise en scène Philippe Adrien, Théâtre de la Tempête
- 18 septembre : Les Autres de Jean-Claude Grumberg, mise en scène Daniel Colas, Théâtre des Mathurins
- 18 septembre : Les Enfants de Saturne d’Olivier Py, mise en scène de l’auteur, Odéon-Théâtre de l’Europe Ateliers Berthier
- 19 septembre : L’Avare de Molière, mise en scène Catherine Hiegel, Comédie-Française
- 22 septembre : La serva amorosa de Carlo Goldoni, mise en scène Christophe Lidon, Théâtre Hébertot
- 22 septembre : L’Européenne texte, musique, mise en scène David Lescot, Théâtre des Abbesses
- 23 septembre : Après la répétition d’Ingmar Bergman, mise en scène Laurent Laffargue, Théâtre de la Commune
- 23 septembre : Le Songe de l’oncle de Fiodor Dostoïevski, mise en scène Stanislas Grassian, Théâtre de l’Épée de Bois
- 23 septembre : L’Illusion conjugale d’Éric Assous, mise en scène Jean-Luc Moreau, Théâtre de l’Œuvre
- 23 septembre : Quatre pièces de Feydeau : Amour et Piano, Un monsieur qui n’aime pas les monologues, Fiancés en herbe, Feu la mère de madame, mise en scène Gian Manuel Rau, Comédie-Française
- 23 septembre : Zoom de Gilles Granouillet, mise en scène François Rancillac, Théâtre de l’Aquarium
- 24 septembre : Cocteau-Marais de Jean Marais et Jean-Luc Tardieu, mise en scène Jean-Luc Tardieu, avec Jacques Sereys, Studio-Théâtre de la Comédie-Française
- 24 septembre : Les Îles Kerguelen d’Alexis Ragougneau, mise en scène Frédéric Ozier Acte6, Théâtre de la Tempête
- 24 septembre : Philoctète de Jean-Pierre Siméon d’après Sophocle, mise en scène Christian Schiaretti, Odéon-Théâtre de l’Europe
- 24 septembre : Rosa, la vie, Lecture par Anouk Grinberg des lettres de Rosa Luxemburg, Théâtre de la Commune
- 25 septembre : Le Démon de Hannah d’Antoine Rault, mise en scène Michel Fagadau, Comédie des Champs-Élysées
- 26 septembre : Figaro divorce d’Ödön von Horváth, mise en scène Jacques Lassalle, Comédie-Française
- 29 septembre : Yaacobi et Leidental d’Hanokh Levin, mise en scène Alain Batis, Théâtre de l’Épée de Bois
- 1er octobre : La Paranoïa de Rafael Spregelburd, mise en scène Marcial Di Fonzo Bo et Élise Vigier, Théâtre national de Chaillot
- 1er octobre : Casimir et Caroline d’Ödön von Horváth, mise en scène Johan Simons, Théâtre Nanterre-Amandiers
- 1er octobre : Raoul de James Thierrée, TNT-Théâtre national de Toulouse Midi-Pyrénées
- 1er octobre : Sous le volcan de Josse de Pauw d’après Malcolm Lowry, mise en scène Guy Cassiers, Théâtre de la Ville
- 2 octobre : Un oreiller ou trois ? de Ray Cooney et Gene Stone, mise en scène Olivier Belmondo, Théâtre des Nouveautés
- 6 octobre : Médée d’Euripide, mise en scène Laurent Fréchuret, Théâtre de Sartrouville
- 6 octobre : Nathan le Sage de Gotthold Ephraïm Lessing, mise en scène Laurent Hatat, Théâtre du Nord
- 7 octobre : La Grande Magie d’Eduardo De Filippo, mise en scène Dan Jemmett, Comédie-Française
- 7 octobre : Sans objet d’Aurélien Bory, TNT-Théâtre national de Toulouse Midi-Pyrénées
- 8 octobre : Après l’incendie : Saint-Paul et Sénèque de Xavier Jaillard, mise en scène Xavier Lemaire, Petit Hébertot
- 8 octobre : Douze hommes en colère de Reginald Rose, mise en scène Stephan Meldegg, Théâtre de Paris
- 8 octobre : Les Diablogues de Roland Dubillard, mise en scène Jean-Michel Ribes, Théâtre Marigny
- 8 octobre : Les Grandes Forêts de Geneviève Page, Théâtre des Bouffes du Nord
- 8 octobre : Mères veilleuses de Sylvie Chastain, mise en scène Hervé Bernard Omnes, Théâtre de l’Épée de Bois
- 8 octobre : Minetti de Thomas Bernhard, mise en scène Gerold Schumann, Théâtre de l’Athénée-Louis-Jouvet
- 10 octobre : Les 39 Marches de John Buchan et Alfred Hitchcock, mise en scène Éric Métayer, Théâtre La Bruyère
- 13 octobre : Charlotte Corday de Daniel Colas, mise en scène de l’auteur, Théâtre des Mathurins
- 13 octobre : Hiroshima mon amour de Marguerite Duras, mise en scène Julien Bouffier, Théâtre des Treize Vents
- 14 octobre : Nathan le Sage de Gotthold Ephraïm Lessing, mise en scène Laurent Hatat, Théâtre de la Commune
- 14 octobre : Le Conte d’hiver de William Shakespeare, mise en scène Lilo Baur, TNT-Théâtre national de Toulouse Midi-Pyrénées
- 14 octobre : Le Père Tralalère, mise en scène Sylvain Creuzevault, Théâtre national de la Colline
- 15 octobre : Hiver de Jon Fosse, mise en scène Jérémie Lippmann, Théâtre de l’Atelier
- 15 octobre : Sextett de Rémi de Vos, mise en scène Éric Vigner, Théâtre du Rond-Point
- 20 octobre : Carnet d’enfance de Jacques Courtès, mise en scène Stanislas Grassian, Théâtre de l’Épée de Bois
- 20 octobre : Hyènes de Christian Siméon, mise en scène Thierry Falvisaner, Théâtre de l’Épée de Bois
- 20 octobre : Thébaïde, fils d’Œdipe ! d’après Racine, Sophocle, Rotrou et Euripide, mise en scène Claude Bonin, Théâtre de l’Épée de Bois
- 20 octobre : Le Voyage de Victor de Nicolas Bedos, mise en scène de l’auteur, Théâtre de la Madeleine
- 20 octobre : Les Fiancés de Loches de Georges Feydeau, mise en scène Jean-Louis Martinelli, Théâtre Nanterre-Amandiers
- 26 octobre : Juste la fin du monde de Jean-Luc Lagarce, mise en scène Michel Raskine, Comédie-Française
- 27 octobre : Le Train de 7 h 40 et autres contes ferroviaires d’Alain Karpati, mise en scène de l’auteur, Théâtre de l’Épée de Bois
- 3 novembre : La Parenthèse de Laure Charpentier, mise en scène Jean-Pierre Dravel et Olivier Macé, Théâtre Daunou
- 3 novembre : Premier Amour de Samuel Beckett, Théâtre de l’Atelier
- 4 novembre : La Dernière Conférence de presse de Vivien Leigh de Marcy Lafferty, mise en scène Michel Fagadau, Comédie des Champs-Élysées
- 4 novembre : Synopsis & squash d’Andrew Payne, mise en scène Patrice Kerbrat, Théâtre de la Commune
- 4 novembre : La Tête vide d’après Raymond Guérin, mise en scène Gilles Chabrier, Théâtre de l’Aquarium
- 5 novembre : La Cantatrice chauve d’Eugène Ionesco, mise en scène Jean-Luc Lagarce, Théâtre de l’Athénée-Louis-Jouvet
- 5 novembre : La Nuit des rois de William Shakespeare, mise en scène Jean-Louis Benoît, Théâtre de la Criée
- 5 novembre : Un Hamlet-Cabaret de Matthias Langhoff d’après William Shakespeare, mise en scène Matthias Langhoff, Odéon-Théâtre de l’Europe
- 5 novembre : Philoctète d’Heiner Müller, mise en scène Jean Jourdheuil, Théâtre de la Ville
- 6 novembre : (A)pollonia d’Euripide, Eschyle, Hanna Krall, Jonathan Littell, J. M. Coetzee, mise en scène Krzysztof Warlikowski, Théâtre national de Chaillot
- 7 novembre : Frères et Sœurs de Fiodor Abramov, mise en scène Lev Dodine, Théâtre Maly MC93 Bobigny
- 7 novembre : Je meurs comme un pays de Dimítris Dimitriádis, mise en scène Michael Marmarinos, Odéon-Théâtre de l’Europe Ateliers Berthier
- 9 novembre : Les Étoiles dans le ciel de l’aube d’Alexandre Galin, mise en scène Lev Dodine, Théâtre Maly MC93 Bobigny
- 10 novembre : Phèdre de Racine, mise en scène Renaud Marie Leblanc, Théâtre des Treize Vents
- 12 novembre : Les Aventures extraordinaires du Baron de Münchhausen de Gottfried Bürger, Rudolf Erich Raspe, mise en scène Hacid Bouabaya, Théâtre de l’Épée de Bois
- 12 novembre : Médée de Max Rouquette, mise en scène Jean-Louis Martinelli, Théâtre Nanterre-Amandiers
- 13 novembre : Bab et Sane de René Zahnd, mise en scène Jean-Yves Ruf, Théâtre Nanterre-Amandiers
- 13 novembre : Liliom de Ferenc Molnár, mise en scène Marie Ballet, Théâtre de la Tempête
- 13 novembre : La Ménagerie de verre de Tennessee Williams, mise en scène Jacques Nichet, Aubervilliers, Théâtre de la Commune
- 13 novembre : Palais de glace de Tarjei Vesaas, mise en scène Stéphanie Loïk, Théâtre de la Criée
- 13 novembre : Soudain l’été dernier de Tennessee Williams, mise en scène René Loyon, Théâtre de la Tempête
- 14 novembre : Les Démons de Fiodor Dostoïevski, mise en scène Lev Dodine, Théâtre Maly MC93 Bobigny
- 14 novembre : Une maison de poupée d’Henrik Ibsen, mise en scène Stéphane Braunschweig, Théâtre national de la Colline
- 14 novembre : Rosmersholm d’Henrik Ibsen, mise en scène Stéphane Braunschweig, Théâtre national de la Colline
- 17 novembre : Peines d’amour perdues de William Shakespeare, mise en scène Gilles Bouillon, Tours, Centre dramatique régional de Tours-Nouvel Olympia (Tours)
- 18 novembre : Les affaires sont les affaires d’Octave Mirbeau, mise en scène Marc Paquien, Théâtre du Vieux-Colombier
- 18 novembre : Versus de Rodrigo García, mise en scène de l’auteur, Théâtre du Rond-Point
- 20 novembre : Merlin ou la terre dévastée de Tankred Dorst, mise en scène Rodolphe Dana, Théâtre national de la Colline
- 20 novembre : C’est pas pour me vanter… La Grammaire et 29 degrés à l’ombre d’Eugène Labiche, mise en scène Gloria Paris, Théâtre du Nord
- 20 novembre : Platonov d’Anton Tchekhov, mise en scène Lev Dodine, Théâtre Maly MC93 Bobigny
- 23 novembre : Littoral de Wajdi Mouawad, mise en scène de l’auteur, TNT-Théâtre national de Toulouse Midi-Pyrénées
- 24 novembre : Eleven and twelve d’après Vie et enseignement de Tierno Bokar-Le Sage de Bandiagara d’Amadou Hampaté Bâ, mise en scène Peter Brook, Théâtre des Bouffes du Nord
- 24 novembre : Mardi à Monoprix d’Emmanuel Darley, mise en scène Michel Didym, Théâtre Ouvert
- 25 novembre : Incendies de Wajdi Mouawad, mise en scène de l’auteur, TNT-Théâtre national de Toulouse Midi-Pyrénées
- 25 novembre : Tchevengour d’Andreï Platonov, mise en scène Lev Dodine, Théâtre Maly MC93 Bobigny
- 26 novembre : Ismène de Yannis Ritsos, musique Georges Aperghis, mise en scène Enrico Bagnoli, Théâtre Nanterre-Amandiers
- 26 novembre : Les Contes du chat perché : Le Loup de Marcel Aymé, mise en scène Véronique Vella, Studio-Théâtre de la Comédie-Française
- 27 novembre : Ciels de Wajdi Mouawad, mise en scène de l’auteur, TNT-Théâtre national de Toulouse Midi-Pyrénées
- 27 novembre : Les Possédés de Fiodor Dostoïevski, mise en scène Chantal Morel, Théâtre Nanterre-Amandiers
- 30 novembre : Vie et destin de Vassili Grossman, mise en scène Lev Dodine, Théâtre Maly MC93 Bobigny
- 1er décembre : Forêts de Wajdi Mouawad, mise en scène de l’auteur, TNT-Théâtre national de Toulouse Midi-Pyrénées
- 1er décembre : La Fabbrica d’Ascanio Celestini, mise en scène Charles Tordjman, Théâtre des Treize Vents
- 2 décembre : La Petite Catherine de Heilbronn d’Heinrich von Kleist, mise en scène André Engel, Odéon-Théâtre de l’Europe Ateliers Berthier
- 2 décembre : Roi Lear 4/87 d’après William Shakespeare, mise en scène Antoine Caubet, Théâtre de l’Aquarium
- 3 décembre : La Vie parisienne de Jacques Offenbach, mise en scène Alain Sachs, Théâtre Antoine
- 3 décembre : Les Règles du savoir-vivre dans la société moderne de Jean-Luc Lagarce, mise en scène François Berreur, Théâtre de l’Athénée-Louis-Jouvet
- 3 décembre : Oncle Vania d’Anton Tchekhov, mise en scène Lev Dodine, Théâtre Maly MC93 Bobigny
- 3 décembre : Une passion Anaïs Nin-Henry Miller conçu, écrit et mise en scène Delphine de Malherbe, librement inspiré du journal d’Anaïs Nin, Théâtre Marigny
- 4 décembre : Le Dragon bleu de Marie Michaud et Robert Lepage, mise en scène Robert Lepage, Théâtre national de Chaillot
- 4 décembre : Cocorico de Patrice Thibaud et Philippe Leygnac, Théâtre national de Chaillot
- 5 décembre : Les Joyeuses Commères de Windsor de William Shakespeare, mise en scène Andrés Lima, Comédie-Française
- 8 décembre : Désiré de Sacha Guitry, mise en scène Serge Lipszyc, Théâtre de la Michodière
- 9 décembre : Monsieur le 6 d’Agathe Mélinand d’après le Marquis de Sade, mise en scène Agathe Mélinand, TNT-Théâtre national de Toulouse Midi-Pyrénées
- 11 décembre : La Ronde d’Arthur Schnitzler, mise en scène Marion Bierry, Théâtre de Poche Montparnasse
- 12 décembre : Miam Miam d’Édouard Baer, Théâtre Marigny
- 15 décembre : Madame de Sade de Yukio Mishima, mise en scène Jacques Vincey, TNT-Théâtre national de Toulouse Midi-Pyrénées

## Récompenses
- 23e Nuit des Molières (Molières 2009)

## Décès
- 12 janvier : Claude Berri (°1934)
- 12 janvier : Magali Vendeuil (°1927)
- 2 février : Jean Martin (°1922)
- 12 février : Claude Nollier (°1919)
- 22 février : Vania Vilers (°1938)
- 23 mars Baki Boumaza (°1944)
- 19 avril : Philippe Nicaud (°1926)
- 23 avril : Bernard Haller (°1933)
- 12 mai : Roger Planchon (°1931)
- 4 juin : Henri-Jacques Huet (°1930)
- 14 juin : Yves-Marie Maurin (°1944)
- 30 juin : Pina Bausch (°1940)
- 13 juillet : André Benedetto (°1934)
- 22 juillet : André Falcon (°1924)
- 26 juillet : Merce Cunningham (°1919)
- 30 juillet : Peter Zadek (°1926)
- 31 juillet : Jean-Paul Roussillon (°1931)
- 1er août : René Dupuy (°1920)
- 5 août : Albert de Médina (°1920)
- 16 août : Roger Mollien (°1931)
- 3 septembre : Jean-Claude Massoulier (°1932)
- 6 septembre : Sim (°1926)
- 12 octobre : Alain Crombecque (°1939)
- 25 octobre : Rémo Forlani (°1927)
- 27 octobre : Pierre Doris (°1919)
- 3 novembre : Christian Barbier (°1924)
- 12 novembre : Danielle Godet (°1927)
- 16 novembre : Philippe Rouleau (°1940)
- 11 décembre : Jacques Échantillon (°1934)
- 13 décembre : Dominique Zardi (°1930)